# Wilber
Wilber je uradna maskota programa GIMP.
Wilberja je izdelal Tuomas Kuosmanen, znan kot tigert 25. septembra 1997. Od drugih razvijalcev GIMP-a je prejel dodatne pripomočke. Najdejo se lahko v Wilberjevi konstrukcijski opremi, ki je priložena izvorni kodi GIMP-a v /docs/Wilber_Construction_Kit.xcf.gz
Wilberja je seveda izdelal z uporabo programa GIMP.